# Juke Joint Jezebel
Juke Joint Jezebel es una canción del grupo alemán de rock industrial KMFDM incluida en su álbum Nihil. Es la canción más difundida del grupo, con alrededor de tres millones de copias vendidas en diferentes formatos.

## Origen y composición
La música de Juke Joint Jezebel fue escrita principalmente por el líder de KMFDM, Sascha Konietzko, mientras que la letra y algunas otras canciones del álbum Nihil fueron escritas por el también integrante de la banda Raymond Watts. También se acreditan como autores a En Esch y Günter Schulz. Cuando Konietzko empezó a mezclar la canción pensó que era demasiado "horrible" para ser incluida en Nihil, sin embargo, TVT Records, con quien KMFDM firmó en ese momento, quiso incluirla en el álbum segura de que se convertiría en un éxito.
En su libro de 2013, Assimilate: A Critical History of Industrial Music, el musicólogo y cantante S. Alexander Reed llamó "icónica" a la canción. Además anotó que es como "un coro góspel masivo" de cantantes de respaldo. Adicionalmente señaló que presenta un uso armónico del modo mixolidio que parece "diferenciar la canción de las convenciones industriales" con letras que describen el placer de la autodestrucción "aprovechando las percepciones de fervor religioso y lascivia".

## Lanzamiento
El sencillo de Juke Joint Jezebel fue lanzado el 28 de febrero de 1995.  Después del lanzamiento del álbum Nihil, apareció una segunda versión del mismo, con remixes adicionales del productor italiano Giorgio Moroder. El lanzamiento canadiense de Juke Joint Jezebel: The Giorgio Moroder Mixes incluye un CD extra titulado "The Year Of The Pig Collection", el cual agrega una pista de los seis álbumes de estudio anteriores de KMFDM, así como "Fuck Me" de Sin Sex & Salvation. Juke Joint Jezebel también se lanzó en versión 12" titulado "Year of the Pig". El sencillo no ingresó en el Billboard Modern Rock Tracks, aunque alcanzó el puesto número 27 en la lista Hot Dance Music/Club Play.
Se hicieron dos vídeos musicales para la canción, ambos dirigidos por Eric Zimmerman. El primero, desarrollado para la edición única de la versión del álbum y más adelante en la compilación Beat by Beat by Beat, combinando material en vivo con animaciones de la película de anime Patlabor 1.
El otro video, ambientado en el remix "Metrópolis" de Moroder, fue lanzado para promocionar la película Mortal Kombat y utiliza imágenes de este último. MTV se mostró renuente a transmitir el video, objetando que sus imágenes mostraban violencia.
La versión original de la canción apareció en la película Bad Boys, mientras que el remix de "Metrópolis" mencionado anteriormente, encabezó el álbum recopilatorio Mortal Kombat: Original Motion Picture Soundtrack. Ambas bandas sonoras eventualmente se convirtieron en platino. La canción también se puede escuchar en un episodio de Beverly Hills, 90210.
La versión original fue reeditada como 7" en 2009. El 25 de octubre de 2010, Juke Joint Jezebel estuvo disponible como canción descargable para Rock Band Network.

## Recepción
Heidi MacDonald de CMJ New Music Monthly llamó a la canción "casi perfecta".  Andy Hinds de AllMusic, al mencionar la canción en la reseña del álbum principal, la calificó como "favorita infaltable en las pistas de baile de los clubes góticos/industriales de todo el mundo". Juke Joint Jezebel fue incluida en el puesto número 23 en las "101 mejores canciones industriales de todos los tiempos" de la revista COMA Music Magazine en 2012.

## Listados de pista
| Lanzamiento original (1995) (Relanzamiento en 2009) |                      |          |  |
| N.º                                                 | Título               | Duración |  |
| 1.                                                  | «Juke Joint Jezebel» | 4:11     |  |
| 2.                                                  | «Kraut»              | 4:59     |  |
| 9:10                                                |                      |          |  |

| The Giorgio Moroder Mixes (1995) |                                                          |          |  |
| N.º                              | Título                                                   | Duración |  |
| 1.                               | «Juke Joint Jezebel (Poly-Matrix)»                       | 4:18     |  |
| 2.                               | «Juke Joint Jezebel (Original Single Edit)»              | 4:11     |  |
| 3.                               | «Juke Joint Jezebel (Metropolis)»                        | 5:17     |  |
| 4.                               | «Juke Joint Jezebel (Paradox) (Solo en CD)»              | 4:32     |  |
| 5.                               | «Juke Joint Jezebel (Poly-Matrix X-Tended) (Solo en CD)» | 6:17     |  |
| 6.                               | «Kraut (Solo en CD)»                                     | 4:59     |  |

| The Year of the Pig Collection Canadian bonus CD (1995) |                                                |          |  |
| N.º                                                     | Título                                         | Duración |  |
| 1.                                                      | «Kickin' Ass (What Do You Know, Deutschland?)» | 4:01     |  |
| 2.                                                      | «Fuck Me (Sin Sex & Salvation)»                | 3:47     |  |
| 3.                                                      | «Go to Hell (Fuck MTV Mix) (Naïve)»            | 5:45     |  |
| 4.                                                      | «No Meat-No Man (Don't Blow Your Top)»         | 3:50     |  |
| 5.                                                      | «UAIOE (UAIOE)»                                | 3:53     |  |
| 6.                                                      | «Spiritual House (Money)»                      | 5:20     |  |
| 7.                                                      | «No Peace (Angst')»                            | 4:28     |  |
| 31:04                                                   |                                                |          |  |

| Year of the Pig 12" (1995) |                                     |          |  |
| N.º                        | Título                              | Duración |  |
| 1.                         | «Juke Joint Jezebel»                | 4:34     |  |
| 2.                         | «Secret Skin (Sin Sex & Salvation)» | 3:39     |  |
| 3.                         | «Go To Hell (Naïve)»                | 5:23     |  |
| 4.                         | «Kraut»                             | 5:23     |  |
| 18:59                      |                                     |          |  |

## Integrantes
Créditos adaptados a partir de notas de línea del sencillo.
- Sascha Konietzko: Sintetizadores, coros, mezcla, coproducción.
- En Esch: Hi-hat y coros (Juke Joint Jezebel), voz principal (Kraut).
- Günter Schulz: Guitarra y coros.
- Raymond Watts: Voz principal (Juke Joint Jezebel).
- Jennifer Ginsberg: Voz femenina.
- Chris Shepard: Ingeniero de sonido, mezcla, coproducción.
- Giorgio Moroder y Chris Cox: Remezclado.
- Brute! (Aidan Hughes): Arte.
- Sam Hofstedt: Asistente de ingeniería.
- Dave Collins: Masterización de audio.
- Chris Zander y Greg Knoll.